# Mosojane
Mosojane est une ville du Botswana.